# Palmares do Sul
Palmares do Sul község (município) Brazíliában, Rio Grande do Sul államban, az Atlanti-óceán és a Lagoa dos Patos közötti homokturzás északi részén. 2020-ban népességét 11 330 főre becsülték.

## Története
1763-ban érkeztek ide az első portugál családok, a Rio Grande környékét lerohanó spanyolok elől menekülve. A spanyolokat rövid időn belül kiverték, és a portugálok egész Chuíig (a mai brazil–uruguayi határ) visszafoglalták a területet. Palmares is megerősödött, új családok érkeztek, a környező területet pedig királyi földadományként (sesmaria) kapták meg. Másfél évszázadon keresztül az állattenyésztés volt a fő foglalatosság, majd kikötő és vasút is épült, mely fellendítette a gazdaságot.
A Palmares név jelentése pálmafák, a település a környéken honos butiá pálmákról kapta nevét. Már 1885-ben Osório község (akkor még Conceição do Arroio) kerületévé nyilvánították, rövid ideig Passinhosnak és Emílio Meyernek is hívták. 1982-ben függetlenedett Palmares do Sul néven. 1995-ben Palmares do Sul egyik kerülete kivált Capivari do Sul néven.

## Leírása
Sík területen fekszik az Atlanti-óceán és a Lagoa dos Patos közötti földnyelv északi részén. Székhelye Palmares do Sul, további kerületei Bacupari, Batiatuva, Casa Velha, Frei Sebastião, Granja Getulio Vargas, Quintão. Gazdaságának fő terménye a rizs. A 2010-es évek elején 57,5 MW kapacitású szélfarmot helyeztek üzembe.